# Erwin Nowaczyk
Erwin Nowaczyk (ur. 17 grudnia 1911 we Frankfurcie nad Odrą, zm. 1996) – polski pedagog, działacz społeczny i popularyzator muzyki.

## Życiorys
Urodził się jako syn Jana i Wally z Pfeilów. W 1919 rodzina przeniosła się do Poznania. Uczył się w gimnazjum Jana Kantego (matura w 1930). Ukończył Państwowy Kurs Nauczycielski (1930-1931). Od 1932 pracował jako nauczyciel w Bydgoszczy i Poznaniu. W latach 1936–1939 kształcił się na wydziale pedagogicznym Państwowego Konserwatorium Muzycznego. W 1939 wziął udział w kampanii wrześniowej. Rodzinę okupanci niemieccy wysiedlili do Wieliczki. Brał tam udział w tajnym nauczaniu.
Po 1945 powrócił do Poznania i ukończył studia na Uniwersytecie Poznańskim (praca magisterska: Wstępy w dziełach Fryderyka Chopina). W latach 1945–1947 był kierownikiem Ośrodka Metodycznego Nauczycieli Śpiewu przy ZNP. Od 1947 nauczał w Średniej Szkole Muzycznej, a w latach 1952-1973 był jej dyrektorem. W latach 1958–1961 był członkiem Komisji Kultury Rady Narodowej miasta Poznania, a w latach 1956-1960 wykładowcą wakacyjno-zaocznego Studium Centralnej Poradni Ruchu Artystycznego dla nauczycieli i instruktorów w Warszawie oraz Zakładu Muzykologii UAM. Od 1956 członek PZPR.
Był zainteresowany zagadnieniami reformy metod pracy nauczycieli szkół artystycznych oraz reformą metod badania uzdolnień muzycznych. Na skutek jego prac i wystąpień (1956) powołano do życia Centralny Ośrodek Psychologiczny Szkolnictwa Artystycznego. W publikacjach muzykologicznych poświęcał wiele uwagi Stanisławowi Moniuszce, prowadząc dogłębne badania i prace edytorskie nad jego dziełami. W 1954 wydał pierwszy tom Dzieł Stanisława Moniuszki, zatytułowany Katalog tematyczny. Pieśni solowe S. Moniuszki. W latach 1965–1974 wydał łącznie sześć tomów pieśni Moniuszki. Następnie przygotował do druku partytury wokalno-orkiestrowe oper Moniuszki. W 1973 przeszedł na emeryturę.

## Odznaczenia
Udekorowany m.in. Krzyżem Kawalerskim Orderu Odrodzenia Polski (1964), Złotym Krzyżem Zasługi, Odznaką "Zasłużonego Działacza Kultury", Odznaką Honorową Miasta Poznania, Medalem Komisji Edukacji Narodowej, Medalem 30-lecia PRL, Medalem 40-lecia PRL i tytułem Zasłużonego Nauczyciela PRL (1982). Laureat nagrody resortowej I stopnia (1972) oraz Nagrody miasta Poznania (1985).

## Życie prywatne
Od 1937 żonaty z Anną Cmelą, nauczycielką, z którą miał dwójkę dzieci: Barbarę (ur. 1945, nauczycielkę) i Jana (ur. 1950, nauczyciela).